# Gémestanya
Gémestanya (románul: Ghemeș) falu Romániában, Erdélyben, Beszterce-Naszód megyében.

## Fekvése
Nagynyulas (Milaş) mellett fekvő település.

## Története
Gémestanya korábban Nagynyulas (Milaş) része volt, 1910-ben 213 lakossal, melyből 205 román, 8 magyar volt. 
1956-ban 338 lakosa volt. 1966-ban 340 lakosából 336 román, 4 német volt. 1977-ben 224 német, 1992-ben 120 lakosából 119 román, 1 német lakosa volt, majd 2002-ben 114 román lakost számoltak itt össze.